# Aleksandre Kobakhidze
Aleksandre Kobakhidze (Georgia, 11 de febrero de 1987) y es un exfutbolista georgiano, que se desempeñaba como mediocampista.

## Estadísticas

### Clubes
Actualizado al último partido jugado el 8 de junio de 2021.
| FC Kryvbas · Ucrania                                                                                | 1.ª           | 2009-10       | 23  | 0  | 2  | 0 | -  | - | 25  | 0  | 0.00 |
| FC Kryvbas · Ucrania                                                                                | 1.ª           | 2010-11       | 1   | 0  | -  | - | -  | - | 1   | 0  | 0.00 |
| FC Kryvbas · Ucrania                                                                                | Total         | Total         | 24  | 0  | 2  | 0 | 0  | 0 | 26  | 0  | 0.00 |
| Arsenal Kiev · Ucrania                                                                              | 1.ª           | 2010-11       | 2   | 0  | 1  | 0 | -  | - | 3   | 0  | 0.00 |
| Arsenal Kiev · Ucrania                                                                              | 1.ª           | 2011-12       | 23  | 7  | 3  | 0 | -  | - | 26  | 7  | 0.27 |
| Arsenal Kiev · Ucrania                                                                              | 1.ª           | 2012-13       | 16  | 2  | 2  | 2 | 2  | 1 | 20  | 5  | 0.25 |
| Arsenal Kiev · Ucrania                                                                              | Total         | Total         | 41  | 9  | 6  | 2 | 2  | 1 | 49  | 12 | 0.24 |
| FC Dnipro Dnipropetrovsk · Ucrania                                                                  | 1.ª           | 2012-13       | 5   | 1  | -  | - | -  | - | 5   | 1  | 0.20 |
| FC Dnipro Dnipropetrovsk · Ucrania                                                                  | 1.ª           | 2013-14       | 2   | 0  | 1  | 0 | 3  | 1 | 6   | 1  | 0.17 |
| FC Dnipro Dnipropetrovsk · Ucrania                                                                  | 1.ª           | 2015-16       | 1   | 0  | 1  | 0 | -  | - | 2   | 0  | 0.00 |
| FC Dnipro Dnipropetrovsk · Ucrania                                                                  | Total         | Total         | 8   | 1  | 2  | 0 | 3  | 1 | 13  | 2  | 0.15 |
| FC Volyn Lutsk · Ucrania                                                                            | 1.ª           | 2014-15       | 23  | 6  | 3  | 0 | -  | - | 26  | 6  | 0.23 |
| FC Volyn Lutsk · Ucrania                                                                            | 1.ª           | 2015-16       | 13  | 4  | 2  | 2 | -  | - | 15  | 6  | 0.40 |
| FC Volyn Lutsk · Ucrania                                                                            | Total         | Total         | 36  | 10 | 5  | 2 | 0  | 0 | 41  | 12 | 0.29 |
| FC Vorskla Poltava · Ucrania                                                                        | 1.ª           | 2016-17       | 17  | 1  | 2  | 0 | 2  | 0 | 21  | 1  | 0.05 |
| FC Vorskla Poltava · Ucrania                                                                        | 1.ª           | 2017-18       | 20  | 3  | 1  | 0 | -  | - | 21  | 3  | 0.14 |
| FC Vorskla Poltava · Ucrania                                                                        | 1.ª           | 2018-19       | 16  | 0  | -  | - | 1  | 0 | 17  | 0  | 0.00 |
| FC Vorskla Poltava · Ucrania                                                                        | Total         | Total         | 53  | 4  | 3  | 0 | 3  | 0 | 59  | 4  | 0.07 |
| Göztepe SK Turquía                                                                                  | 2.ª           | 2016-17       | 15  | 0  | 2  | 0 | -  | - | 17  | 0  | 0.00 |
| Göztepe SK Turquía                                                                                  | Total         | Total         | 15  | 0  | 2  | 0 | 0  | 0 | 17  | 0  | 0.00 |
| Dnipro-1 · Ucrania                                                                                  | 1.ª           | 2019-20       | 2   | 0  | 1  | 0 | -  | - | 3   | 0  | 0.00 |
| Dnipro-1 · Ucrania                                                                                  | Total         | Total         | 2   | 0  | 1  | 0 | 0  | 0 | 3   | 0  | 0.00 |
| FC Lokomotivi Tbilisi Georgia                                                                       | 1.ª           | 2020          | 8   | 0  | 1  | 0 | 2  | 0 | 11  | 0  | 0.00 |
| FC Lokomotivi Tbilisi Georgia                                                                       | Total         | Total         | 8   | 0  | 1  | 0 | 2  | 0 | 11  | 0  | 0.00 |
| FC Sioni Bolnisi Georgia                                                                            | 2.ª           | 2021          | 12  | 1  | -  | - | -  | - | 12  | 1  | 0.10 |
| FC Sioni Bolnisi Georgia                                                                            | Total         | Total         | 12  | 1  | 0  | 0 | 0  | 0 | 12  | 1  | 0.10 |
| Total carrera                                                                                       | Total carrera | Total carrera | 199 | 25 | 22 | 4 | 10 | 2 | 231 | 31 | 0.13 |
| (1) Incluye datos de Copa de Ucrania y Copa de Turquía. (2) No incluye goles en partidos amistosos. |               |               |     |    |    |   |    |   |     |    |      |

### Selección nacional
Actualizado al último partido jugado el 28 de marzo de 2017.
| Selección        | Año   | Eliminatorias | Eliminatorias | Eliminatorias | Continental | Continental | Continental | Mundial | Mundial | Mundial | Amistosos | Amistosos | Amistosos | Total | Total | Total  | Media goleadora |
| Selección        | Año   | Part.         | Goles         | Asist.        | Part.       | Goles       | Asist.      | Part.   | Goles   | Asist.  | Part.     | Goles     | Asist.    | Part. | Goles | Asist. | Media goleadora |
| ---------------- | ----- | ------------- | ------------- | ------------- | ----------- | ----------- | ----------- | ------- | ------- | ------- | --------- | --------- | --------- | ----- | ----- | ------ | --------------- |
| Absoluta Georgia |       |               |               |               |             |             |             |         |         |         |           |           |           |       |       |        |                 |
| 2006             | —     | —             | —             | —             | —           | —           | —           | —       | —       | 1       | 0         | 0         | 1         | 0     | 0     | 0.00   |                 |
| 2008             | —     | —             | —             | —             | —           | —           | —           | —       | —       | 2       | 0         | 0         | 2         | 0     | 0     | 0.00   |                 |
| 2011             | —     | —             | —             | 1             | 0           | 0           | —           | —       | —       | 1       | 1         | 0         | 2         | 1     | 0     | 0.50   |                 |
| 2012             | 2     | 0             | 0             | —             | —           | —           | —           | —       | —       | 4       | 1         | 0         | 6         | 1     | 0     | 0.18   |                 |
| 2013             | 4     | 1             | 0             | —             | —           | —           | —           | —       | —       | 3       | 0         | 0         | 7         | 1     | 0     | 0.14   |                 |
| 2014             | —     | —             | —             | 1             | 0           | 0           | —           | —       | —       | 3       | 0         | 0         | 4         | 0     | 0     | 0.00   |                 |
| 2015             | —     | —             | —             | 4             | 0           | 0           | —           | —       | —       | 4       | 0         | 0         | 8         | 0     | 0     | 0.00   |                 |
| 2016             | 1     | 0             | 0             | —             | —           | —           | —           | —       | —       | 2       | 0         | 0         | 3         | 0     | 0     | 0.00   |                 |
| 2017             | —     | —             | —             | —             | —           | —           | —           | —       | —       | 1       | 0         | 0         | 1         | 0     | 0     | 0.00   |                 |
| Total            | 7     | 1             | 0             | 6             | 0           | 0           | 0           | 0       | 0       | 21      | 2         | 0         | 34        | 3     | 0     | 0.09   |                 |
| Total            | Total | 7             | 1             | 0             | 6           | 0           | 0           | 0       | 0       | 0       | 21        | 2         | 0         | 34    | 3     | 0      | 0.09            |
| 1. 2.            |       |               |               |               |             |             |             |         |         |         |           |           |           |       |       |        |                 |